# Arevik-Nationalpark
Der Arevik-Nationalpark liegt im Süden Armeniens in der Provinz Sjunik und wurde im Jahr 2009 ausgerufen.
Er ist einer von 4 Schutzgebieten in Armenien mit dem Nationalpark-Status, mit einer Fläche von ca. 344 km² ist er das größte Schutzgebiet Armeniens. Der Park beinhaltet das Boghakar-Reservat und grenzt im Nordosten an das Shikahogh-Reservat sowie im Nordwesten an das neu geschaffene Sangesur-Reservat. Die Vegetation ist sehr vielfältig und besteht aus Laubwäldern, offenen Waldlandschaften, subalpinen Grasländern, Halbwüsten und Gebirgssteppen.

Im Nationalpark sind mehr als 150 verschiedene Schmetterlingsarten nachgewiesen, darunter befinden sich mehrere Arten, die im Roten Buch der Republik Armenien aufgeführt sind, wie z. B. Schwarzer Apollo (Parnassius mnemosyne), Roter Apollofalter (Parnassius apollo), Alexanor-Schwalbenschwanz (Papilio alexanor), einer Art des Resedafalters – Pontia chloridice, eine besondere Wießlings-Art – Colias aurorina und des nur in Armenien und Nordiran beheimateten Zarathustra-Bläuling (Polyommatus zarathustra) sowie viele andere Arten.

Zu den weiteren bedrohten Tierarten, die im Nationalpark geschützt werden sollen, zählen u. a. die Bezoarziege (Capra aegagrus aegagrus), das Armenisches Mufflon (Ovis gmelini Blyth, 1841), Braunbär (Ursus arctos), der Fischotter (Lutra lutra), das Kaspikönigshuhn (Tetraogallus caspius) sowie das Kaukasus-Birkhuhn (Lyrurus mlokosiewiczi). Der Nationalpark gehört zu den letzten Verbreitungsgebieten des vom Aussterben bedrochten Persischen Leopard (Panthera pardus saxicolor = ciscaucasica), welcher auch als Kaukasusleopard bezeichnet wird. Des Weiteren sind Vorkommen von mehr als 180 Vogelarten gezählt wurden, darunter befinden sich mehrere in Armenien vom Aussterben bedrohten Arten, wie der Bartgeier (Gypaetus barbatus), der Gänsegeier (Gyps fulvus), der Schmutzgeier (Neophron percnopterus), der Steinadler (Aquila chrysaetos), der Wanderfalke (Falco peregrinus), der Kurzfangsperber (Accipiter brevipes) und der Rotkopfwürger (Lanius senator).
Der Nationalpark gilt auch als eines der letzten Schutzgebiete der äußerst seltenen und streng geschützten kaukasischen Schwertlilien-Unterart Iris grossheimii.